# ドルチェ (小説)
『ドルチェ』は、誉田哲也による日本の推理小説の連作短編集。警視庁練馬署強行犯係の42歳の女性刑事・魚住久江を主人公とする、魚住久江シリーズ第1作。
2012年からフジテレビ系でテレビドラマ化されている。

## 概要
『小説新潮』（新潮社）に掲載された全6編の短編から構成されている。2011年10月に新潮社から単行本が刊行された。2014年6月には新潮文庫版が発売された。2020年5月、短編1編を加えた光文社文庫版が発売された。

### 掲載作品
初出はいずれも『小説新潮』。
- 袋の金魚（2006年10月号）
- ドルチェ（2007年10月号）
- バスストップ（2008年5月号）
- 誰かのために（2008年11月号）
- ブルードパラサイト（2009年11月号）
- 愛したのが百年目（2010年11月号）
- 弱さゆえ（2014年2月号）　※光文社文庫版のみ

## テレビドラマ
2012年から2013年までフジテレビ系「金曜プレステージ」で放送された刑事ドラマシリーズ。全2回。主演は松下由樹。
第2作のタイトルは『強行犯係・魚住久江〜ドルチェ2』
事件関係者の「心」に寄り添い、「謎」を解いていく人間ドラマ。

### キャスト

#### 警視庁練馬北警察署強行犯係
魚住久江
演 - 松下由樹
巡査部長。10年前は警視庁捜査一課に在籍していた。捜査一課復帰を打診されているが、所轄で犯人や関係者の心に寄り添い解きほぐすことに全力を注いでいるため断り続けている。独身。喫煙者。
原口昌哉
演 - 戸次重幸
巡査長。警視庁捜査一課を志望している。
峰岸学
演 - 馬場徹
巡査。春日町交番から配属された新人刑事。久江を慕っている。甘党。
里谷俊彦
演 - 菅田俊
巡査部長。ベテラン刑事。
宮田洋平
演 - ベンガル
係長。

#### 警視庁捜査一課
木村
演 - 御船健
刑事。
藤田
演 - 尾﨑祐司
刑事。
手塚義則
演 - 西岡德馬
管理官。
金本健一
演 - 田辺誠一
主任。警部補。久江と強い信頼関係があり、久江を捜査一課に戻したいと思っている。既婚者。

#### その他
望月幸子
演 - 時任花夏【旧・橋本花夏】
警視庁鑑識課。

#### ゲスト
第1作「重体の幼児を残して消えた母親…鬼母か聖母か? 無関係の殺人と線で繋がる時女同士の壮絶な取り調べが始まる」（2012年）
- 浜田知美（風俗嬢・江端の元同棲相手） - 内山理名（第2作に回想で出演）
- 斉藤明（守の父・リース会社社員） - ミスターちん
- 江端稔（「昭栄ファイナンス」の債権取り立て） - 窪塚俊介
- 吉野敬之（吉野総合経理事務所 社長） - 田中隆三
- 紀子（由子の母・スナック「栞」ママ） - 水木薫
- 絵里（風俗嬢・知美の元同僚） - 朝倉えりか
- 山川春香（吉野総合経理事務所 社員） - 李千鶴
- 斉藤由子（守の母・吉野総合経理事務所 元社員） - 伊佐美紀
- 斉藤和代（明の母） - 星由里子
- 風俗店店長 - 井之上隆志
- 山田（練馬ガス 社員） - 西川瑞
- ドルチェ店の店長 - 森奈みはる
- 警視庁捜査一課 刑事 - 村上かず
- アナウンサー - 藤村さおり
- 斉藤守（1歳半の男児） - 加藤瑛斗
- 木村啓介

第2作「夫は判ってくれない…刺した妻! 涙の告白の裏に廃工場の変死体と老舗酒造の悲劇! 所轄駆ける女の捜査日誌」（2013年）
- 吉沢明穂（吉沢の妻） - 星野真里
- 井上高志（警視庁捜査一課 巡査部長） - KEIJI
- 吉沢徹（広告代理店「ニチユウエージェンシー」のクリエイティブディレクター） - 森山栄治
- 稲森太一（門倉酒造 社員） - 大口兼悟
- 篠原沙希（昌夫と圭子の娘・カフェバー「ネクストレベル」店員） - 山本紗也加
- 伊丹昭夫（長野県警薬物対策課 主任） - 福島カツシゲ
- 八田透（暴力団のみかじめ料の取立て） - 向野章太郎
- 阿川佑子（女優・吉沢の元恋人・本名「鈴木美保」） - 井上美琴
- 本郷俊哉（俳優） - 伊藤友樹
- 篠原圭子（宏司と静子の娘・旧姓「門倉」） - 安蘭けい ※宝塚歌劇団退団後初のドラマ出演
- 門倉静子（宏司の亡妻） - 大塚良重
- 篠原昌夫（門倉酒造 社長・圭子の夫） - 吉満涼太
- 門倉宏司（門倉酒造 先代社長） - 笹野高史
- 客引きの男 - 井之上隆志
- 刑事 - 堤隆博
- 野中（警視庁刑事） - 平野貴大
- 佐野（長野県警薬物対策課 刑事） - 後藤陽子
- 永島浩輔（カフェバー「ネクストレベル」店長） - 井並テン
- 遥香（カフェバー「ネクストレベル」店員） - 長谷川瑠美
- 練馬北乳児院 職員 - 菊地裕子

### スタッフ
- 原作 - 誉田哲也『ドルチェ』（新潮社）
- 脚本 - 松本美弥子
- 監督 - 大谷健太郎
- 主題歌 - moumoon「バニタス」
- スタントコーディネーター - 釼持誠
- 警察監修 - チーム五社（倉科孝靖）
- 技術協力 - ビデオスタッフ
- 照明協力 - ザ・ホライズン
- 美術協力 - フジアール
- 編成企画 - 太田大（フジテレビ）
- プロデュース - 高石明彦・長坂淳子（The icon）
- 制作 - フジテレビ
- 制作著作 - The icon

### 放送日程
| 話数 | 放送日         | サブタイトル                                                                                        | 脚本       | 監督       | 視聴率 |
| ---- | -------------- | --------------------------------------------------------------------------------------------------- | ---------- | ---------- | ------ |
| 1    | 2012年10月12日 | 重体の幼児を残して消えた母親…鬼母か聖母か? 無関係の殺人と線で繋がる時女同士の壮絶な取り調べが始まる | 松本美弥子 | 大谷健太郎 | 11.3%  |
| 2    | 2013年11月15日 | 夫は判ってくれない…刺した妻! 涙の告白の裏に廃工場の変死体と老舗酒造の悲劇! 所轄駆ける女の捜査日誌   | 松本美弥子 | 大谷健太郎 | 09.7%  |

- 視聴率はビデオリサーチ調べ、関東地区・世帯

### ネット局
| 放送対象地域  | 放送局                   | 系列                          | 放送時間                     | 遅れ       |
| ------------- | ------------------------ | ----------------------------- | ---------------------------- | ---------- |
| 関東広域圏    | フジテレビ (CX)          | フジテレビ系列                | 2012年10月12日 21:00 - 22:52 | 製作局     |
| 北海道        | 北海道文化放送 (uhb)     | フジテレビ系列                | 2012年10月12日 21:00 - 22:52 | 同時ネット |
| 岩手県        | 岩手めんこいテレビ (mit) | フジテレビ系列                | 2012年10月12日 21:00 - 22:52 | 同時ネット |
| 宮城県        | 仙台放送 (OX)            | フジテレビ系列                | 2012年10月12日 21:00 - 22:52 | 同時ネット |
| 秋田県        | 秋田テレビ (AKT)         | フジテレビ系列                | 2012年10月12日 21:00 - 22:52 | 同時ネット |
| 山形県        | さくらんぼテレビ (SAY)   | フジテレビ系列                | 2012年10月12日 21:00 - 22:52 | 同時ネット |
| 福島県        | 福島テレビ (FTV)         | フジテレビ系列                | 2012年10月12日 21:00 - 22:52 | 同時ネット |
| 新潟県        | 新潟総合テレビ (NST)     | フジテレビ系列                | 2012年10月12日 21:00 - 22:52 | 同時ネット |
| 長野県        | 長野放送 (NBS)           | フジテレビ系列                | 2012年10月12日 21:00 - 22:52 | 同時ネット |
| 静岡県        | テレビ静岡 (SUT)         | フジテレビ系列                | 2012年10月12日 21:00 - 22:52 | 同時ネット |
| 富山県        | 富山テレビ (BBT)         | フジテレビ系列                | 2012年10月12日 21:00 - 22:52 | 同時ネット |
| 石川県        | 石川テレビ (ITC)         | フジテレビ系列                | 2012年10月12日 21:00 - 22:52 | 同時ネット |
| 福井県        | 福井テレビ (FTB)         | フジテレビ系列                | 2012年10月12日 21:00 - 22:52 | 同時ネット |
| 中京広域圏    | 東海テレビ (THK)         | フジテレビ系列                | 2012年10月12日 21:00 - 22:52 | 同時ネット |
| 近畿広域圏    | 関西テレビ (KTV)         | フジテレビ系列                | 2012年10月12日 21:00 - 22:52 | 同時ネット |
| 鳥取県 島根県 | 山陰中央テレビ (TSK)     | フジテレビ系列                | 2012年10月12日 21:00 - 22:52 | 同時ネット |
| 岡山県 香川県 | 岡山放送 (OHK)           | フジテレビ系列                | 2012年10月12日 21:00 - 22:52 | 同時ネット |
| 広島県        | テレビ新広島 (TSS)       | フジテレビ系列                | 2012年10月12日 21:00 - 22:52 | 同時ネット |
| 愛媛県        | テレビ愛媛 (EBC)         | フジテレビ系列                | 2012年10月12日 21:00 - 22:52 | 同時ネット |
| 高知県        | 高知さんさんテレビ (KSS) | フジテレビ系列                | 2012年10月12日 21:00 - 22:52 | 同時ネット |
| 福岡県        | テレビ西日本 (TNC)       | フジテレビ系列                | 2012年10月12日 21:00 - 22:52 | 同時ネット |
| 佐賀県        | サガテレビ (STS)         | フジテレビ系列                | 2012年10月12日 21:00 - 22:52 | 同時ネット |
| 長崎県        | テレビ長崎 (KTN)         | フジテレビ系列                | 2012年10月12日 21:00 - 22:52 | 同時ネット |
| 熊本県        | テレビくまもと (TKU)     | フジテレビ系列                | 2012年10月12日 21:00 - 22:52 | 同時ネット |
| 大分県        | テレビ大分 (TOS)         | フジテレビ系列 日本テレビ系列 | 2012年10月12日 21:00 - 22:52 | 同時ネット |
| 鹿児島県      | 鹿児島テレビ (KTS)       | フジテレビ系列                | 2012年10月12日 21:00 - 22:52 | 同時ネット |
| 沖縄県        | 沖縄テレビ (OTV)         | フジテレビ系列                | 2012年10月12日 21:00 - 22:52 | 同時ネット |
| 山口県        | テレビ山口 (tys)         | TBS系列                       | 2012年12月21日 14:50 - 16:45 | 70日遅れ   |
| 青森県        | 青森朝日放送 (ABA)       | テレビ朝日系列                | 2013年6月1日 12:00 - 13:50   | 232日遅れ  |